# Patteson Oti

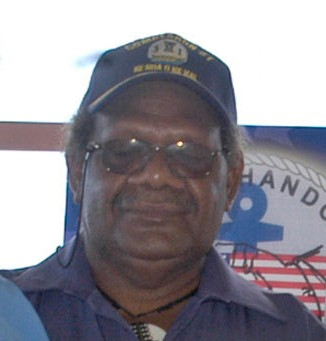
Patteson Oti im August 2007

John Patteson Oti (Patterson Oti, geb. 17. Januar 1956) ist ein Politiker und Diplomat der Salomonen. Er war Minister for Foreign Affairs, External Trade and Immigration (Außenminister) von Mai 2006 bis 22. Dezember 2007. Er ist Generalsekretär der Anfang 2010 gegründeten Ownership, Unity and Responsibility Party (Our Party). Seit März 2012 ist er der High Commissioner der Salomonen für Fidschi.

## Leben

### Karriere
Oti war von 1983 bis 1990 Referent im Außenministerium (Ministry of Foreign Affairs) und von 1991 bis 1993 Provinzsekretär (Provincial Secretary) im Ministerium für die Provinzen (Ministry of Provincial Government). 1994 war er politischer Analyst für die Regierung von Premierminister Francis Billy Hilly und ab 1995 bis 1997 Sondersekretär des Oppositionsführers (Leader of the Opposition).
Bei den Parlamentswahlen im August 1997 wurde er für den Wahlkreis Temotu Nende erstmals in das Nationalparlament der Salomonen gewählt, und unter Premierminister Bartholomew Ulufa'alu war er von August 1997 bis Juni 2000 Außenminister. Bei den Wahlen im Dezember 2001 wurde er für seinen Wahlkreis wiedergewählt und war von Dezember 2001 bis Mai 2003 Vorsitzender der Oppositionsgruppe im Parlament. Von 2000 bis 2001 war er auch Mitglied des Ausschusses für öffentliche Rechnungslegung und 2002 Vorsitzender des Ausschusses.
Anschließend war Oti von Januar 2004 bis Februar 2005 Minister für Kommunikation, Luftfahrt und Meteorologie (Minister for Communication, Aviation & Meteorology) und von Februar 2005 bis Dezember 2005 stellvertretender Sprecher des Nationalparlaments. Im April 2006 wurde er erneut gewählt und für den Posten des stellvertretenden Sprechers vorgesehen, aber Allan Kemakeza wurde für den Posten gewählt.
Unter Premierminister Manasseh Sogavare wurde Oti am 5. Mai 2006 zum zweiten Mal Außenminister.
Mitte August 2006 trat Oti aus der National Party aus.
Nachdem Sogavare im Dezember 2007 in einem Misstrauensvotum unterlag, war Oti der Kandidat der Regierung für das Amt des Premierministers, bei der Abstimmung am 20. Dezember wurde er jedoch vom Oppositionskandidaten Derek Sikua besiegt und erhielt 15 gegen 32 Stimmen für Sikua.
Nach den Parlamentswahlen von 2010 nicht mehr im Parlament, erwog Oti, für das Amt des Parlamentssprechers (Speaker of Parliament) zu kandidieren (Der Sprecher wird von außerhalb der Versammlung gewählt) und erhielt die Unterstützung sowohl der Regierung als auch der Opposition, bevor er sich unerwartet zurückzog. Später diente er als „Sondergesandter“ der Regierung bei der Melanesian Spearhead Group und wurde dann im September 2011 zum Hochkommissar für Fidschi ernannt. Die Rundfunkanstalt der Salomonen beschrieb seine Ernennung als „einen weiteren demoralisierenden Schlag für ausgebildete Berufsdiplomaten“, da es die Tendenz gebe, eher Politiker als professionelle Diplomaten als Leiter diplomatischer Missionen zu ernennen. Oti wurde am 19. März 2012 als High Commissioner für Fidschi vereidigt.